# ذا لاست كوينتستا
ذا لاست كوينتستا هي رواية ديستوبيا للصف المتوسطة بقلم دونا باربا هيغيرا، نُشرت في 12 أكتوبر 2021 بواسطة ليفين كويريدو. تدور أحداث الرواية عن بيترا بينيا التي تغادر الأرض مع عائلتها وبضع مئات آخرين للحفاظ على الجنس البشري بعد أن ضرب مذنب كوكب أرض. بعد الاستيقاظ على كوكب جديد، بيترا هي الوحيدة التي تتذكر الأرض ويجب عليها أن تستخدم سرد القصص لإبقاء تاريخ شعبها حيًا. نُشرت باللغة الإنجليزية البريطانية تحت عنوان الراوي الأخير في عام 2022.
في عام 2022، فازت الرواية بجائزة نيوبيري وجائزة بورا بيلبري. رُسم الغلاف بواسطة راكسين مانيكويز.

## الحبكة
في عام 2061 تستعد بيترا بينيا البالغة من العمر اثني عشر عامًا وشقيقها خافيير البالغ من العمر سبع سنوات ووالدتها وأبيها لمغادرة كوكب الأرض المدمر. يصعدون على متن السفينة الثانية من ثلاث سفن استعمار متجهة إلى الكوكب، ساجان. سيتم وضع العائلة في حالة ركود خلال الرحلة التي تستغرق 375 عامًا. خلال ذلك الوقت، سيتم تنزيل المهارات المفيدة إلى أدمغتهم من خلال "الترس". تحاول بيترا التأخير عندما تكتشف أن أساطيرها الاختيارية قد حذفت بشكل غامض من دوراتها. مع تهديد مثيري الشغب في الخارج للسفينة، يقنعها والدا بترا بالتراجع. ومع إقلاع السفينة الثانية، اجتاح مثيرو الشغب السفينة الثالثة ولم تتمكن من المغادرة.
تستطيع بترا تعطيل الترس، مما يجعلها واعية ولكن غير قادرة على الحركة خلال الأيام القليلة التالية، استمعت إلى بن الذي تتمثل مهمته في مراقبتها والأطفال الآخرين في حالة ركود. في عيد ميلاد بترا الثالث عشر. يقوم بن بتنزيل الكتب في ذهنها. بعد فترة وجيزة ، جعلها ترسها تنام.
تستيقظ الترس على صوت الحصار. حشد خارج غرفة الركود يقتحم ويقتل بن. امرأة تأمر بمحو المواد الاختيارية للترس، وجميع المعارف الأخرى من الأرض.
بعد مئات السنين، أخرج الترس من حالة الركود من قبل المجموعة، وهي حركة شمولية سيطرت على السفينة. عندما تسأل فتاة أخرى سوما أغاروال ، عن بن يتم إعادتها إلى الركود لإعادة البرمجة. بترا التي فشل ترسها المعطل في محو ذكرياتها تخدع المجموعة للاعتقاد بأنها أعيدت برمجتها.

## الاستقبال
تلقت ذا لاست كوينتستا بشكل عام مراجعات إيجابية، بما في ذلك التقييمات المميزة بنجمة من مراجعات كيركس وبابليشرز ويكلي   ومجلة سكول لايبراري جورنال  وتوعية الرف. 
وصف موقع كيركس الرواية بأنها "منشط رائع لرواة القصص في كل مكان، صغارًا وكبارًا."  أطلقت عليها مارا ألبرت من مجلة سكول لايبراري جورنال اسم "رواية خيال علمي تبقيك مستيقظًا طوال الليل، ويمكن قراءتها بشكل إلزامي مع الكثير من الطعام للمساعدة على التفكير."  ميغان كوكس جوردن من وول ستريت جورنال إنها كانت "ذكية ومقنعة".
قال الفائز السابق بجائزة نيوبيري تاي كيلر عن رواية ذا لاست كوينتستا.
"من التأكيد أنها تنحرف نحو النهاية المظلمة للروايات المتوسطة مع غسيل الدماغ و"التطهير"، ونعم تدمير كوكبنا بأكمله... لكنها لا تعيش في الظلام، تفضل إعطاء قراءه جرعات صحية". من الأمل والعجب.
أصبحت ذا لاست كوينتستا ضمن أفضل كتب الأطفال لهذا العام في كل من بوك باج،  وبوسطن غلوب ومكتبة شيكاغو العامة  وموقع كيركس  ومكتبة نيويورك العامة  والناشرون أسبوعيًا،  وذا لاست كوينتستا  ومجلة التايم  ووصحيفة وول ستريت جورنال.
| سنة  | جائزة / شرف              | نتيجة                   | المرجع.                    |
| ---- | ------------------------ | ----------------------- | -------------------------- |
| 2021 | جائزة سيبيلز             | تأهلت للتصفيات النهائية | [ 21 ]                     |
| 2022 | جائزة نيوبري             | الفائز                  | [ 22 ] [ 23 ] [ 24 ] [ 9 ] |
| 2022 | جائزة بورا بيلبري للمؤلف | الفائز                  | [ 4 ] [ 5 ]                |